# Scuola di specializzazione all'insegnamento secondario
La scuola di specializzazione all'insegnamento secondario (SSIS) era una scuola di specializzazione universitaria italiana, di durata biennale, finalizzata alla formazione degli insegnanti delle scuole secondarie di primo e secondo grado.
L'attività delle SSIS fu svolta in nove cicli biennali (il secondo anno di ciascun ciclo contemporaneo col primo anno del successivo) nel periodo compreso tra gli anni accademici 1999-2000 e 2008-2009. Gli ultimi esami di stato si svolsero nella primavera 2010 (sessione straordinaria dell'a.a. 2008-2009). Successivamente le SSIS furono sostituite dai percorsi di tirocinio formativo attivo (TFA).

## Storia
L'istituzione delle SSIS fu stabilita con la legge 19 novembre 1990, n. 341. Il decreto del MIUR del 26 maggio 1998 ne stabilì i criteri generali. Era organizzata in modalità interateneo a livello regionale, con accesso a numero chiuso (stabilito ogni anno dal Ministero dell'università e della ricerca). Per alcuni anni le SSIS rappresentarono il principale canale di abilitazione all'insegnamento nelle scuole secondarie, consentendo agli specializzati l'iscrizione nelle graduatorie permanenti provinciali del personale docente.
Con la legge 27 dicembre 2006, n. 296 (legge finanziaria per l'anno 2007) però, le graduatorie permanenti furono trasformate in graduatorie ad esaurimento. Fu stabilito che gli ultimi specializzati SSIS ad avere diritto ad iscriversi in tali graduatorie sarebbero stati quelli dell'VIII ciclo (svoltosi negli anni accademici 2006-2007 e 2007-2008). Ciononostante, il MIUR fece partire ugualmente anche il IX ciclo (svoltosi nel 2007-2008 e 2008-2009), i cui specializzati quindi non avrebbero potuto iscriversi alle graduatorie ad esaurimento. A seguito di vari ricorsi, nel 2009 il MIUR decise di riaprire eccezionalmente le graduatorie, consentendo l'iscrizione anche agli abilitati del IX ciclo. Nel frattempo era stata disposta da parte del Ministro dell'istruzione, dell'università e della ricerca Mariastella Gelmini la sospensione del X ciclo.
Agli specializzandi che, per giustificati motivi, avevano sospeso la frequenza delle SSIS e non avevano poi potuto riprenderla a causa della loro soppressione, fu successivamente consentito di iscriversi in sovrannumero al I ciclo del Tirocinio Formativo Attivo (TFA), nuovo percorso abilitante di durata annuale che aveva sostituito la SSIS. Nel 2013 a tali soprannumerari fu eccezionalmente consentita anche l'iscrizione alle graduatorie ad esaurimento (a patto di essersi iscritti con riserva alle stesse nel 2009, di non aver potuto sciogliere la riserva per non aver conseguito l'abilitazione e di essersi poi abilitati appunto come soprannumerari del I ciclo di TFA).

## Caratteristiche
La specializzazione SSIS non costituiva titolo preferenziale per l'assegnazione degli incarichi di insegnamento e delle cattedre. Per altro i corsi speciali istituiti con la legge 4 giugno 2004, n. 143 assegnarono l'abilitazione a determinate categorie di precari al di fuori del numero stabilito dal Ministero e senza il preliminare superamento del concorso.

### Titoli di accesso
Alla SSIS si accedeva con laurea conseguita secondo i vecchi ordinamenti (almeno quadriennale) o laurea specialistica o magistrale del nuovo ordinamento, previo superamento di concorso. Il concorso, per titoli ed esami, consisteva in due prove: la prima, scritta sotto forma di test a risposta multipla, consentiva l'accesso alla seconda ad un numero di candidati pari al doppio del numero di posti messi a concorso (in base alla somma dei punteggi dei titoli e della prova stessa); la seconda prova, diversa da regione a regione, serviva a stilare la graduatoria definitiva di ammissione, andando a sommarsi ai punteggi precedenti.

### Il percorso formativo
Ciascuna SSIS regionale era articolata in vari indirizzi disciplinari, ciascuno dei quali comprensivo di una pluralità di classi di abilitazione. La durata normale del percorso formativo era di due anni accademici (quattro semestri), che poteva però abbreviarsi in presenza di eventuali crediti formativi oppure allungarsi per conseguire l'abilitazione in più classi oppure per conseguire anche il titolo di specializzazione per l'insegnamento di sostegno. Nel percorso formativo erano previsti vari insegnamenti (con relativi esami di profitto) e laboratori, alcuni comuni a tutti gli indirizzi (trasversali) ed altri caratterizzanti l'indirizzo e/o la classe di abilitazione. Parte integrante del percorso era anche il tirocinio didattico educativo di complessive 300 ore, da svolgersi in buona parte nelle istituzioni scolastiche convenzionate affiancati da un insegnante/tutor (docente di ruolo nella medesima classe di abilitazione nell'istituto) e da un insegnante supervisore presso la sede universitaria della SSIS.

### L'esame finale
Al termine del percorso formativo, lo specializzando affrontava un Esame di Stato conclusivo, avente anche valore di prova concorsuale per l'ammissione alle graduatorie provinciali del personale docente. L'esame consisteva in due prove, da svolgersi in due giorni consecutivi:
- prova scritta, consistente nella progettazione di un percorso didattico su un tema assegnato a sorte;
- colloquio orale, articolato sulla discussione dell'elaborato progettato in sede di prova scritta e sulla discussione di una relazione conclusiva, redatta dallo specializzando, concernente le attività di tirocinio e di laboratorio didattico svolte durante il percorso formativo nella scuola di specializzazione.

Il titolo di specializzazione rilasciato dalla SSIS abilitava all'insegnamento nella corrispondente classe di concorso.